# Out for a Kill
Out for a Kill är en amerikansk actionfilm från 2003 i regi av Michael Oblowitz, med Steven Seagal i huvudrollen.

## Handling
Professorn och familjefadern Robert Burns (Seagal) leder en viktig arekologisk utgrävning på gränsen mellan Kina och Kazakstan. Av en händelse upptäcker han att en organiserad knarkliga använder föremål från utgrävningen till att smuggla narkotika till Europa. Tillsammans med sin assistent försöker han fly från ligan. Hans assistent blir dödad, och han finner sig själv gripen med smuggelgodset vid den kinesiska gränsen. Burns hamnar i kinesiskt fängelse och blir sittande där tills den amerikanska narkotikabekämpningsenheten lyckas övertyga den kinesiska militären om att Burns bättre kan hjälpa till att hitta dem som står bakom narkotikahandeln utanför fängelset än innanför murarna. När han kommer ut blir hans familj hotat av maffialigan. Burns plockar nu fram sina kunskaper i kampsport och kombinerar dem med vreden över vad ligan gjort och försöker göra mot hans familj. Dags för hämnd! 

## Rollista (i urval)
- Steven Seagal - Prof. Robert Burns
- Michelle Goh - Tommie Ling
- Elaine Tan - Luo Yi
- Michael J. Reynolds - Dean